# Dominic Day
Pas d'image ? Cliquez ici

a Compétitions nationales et continentales officielles uniquement.

b Matchs officiels uniquement.
Dernière mise à jour le 29 septembre 2018.
Dominic Day, né le 22 août 1985 à Haverfordwest au pays de Galles, est un international gallois de rugby à XV qui joue au poste de deuxième ligne. Il joue avec le club des Saracens depuis la saison 2017-2018.

## Biographie
Né à Haverfordwest au pays de Galles le 22 août 1985, Dominic Day a grandi à Lamphey dans le Pembrokeshire, à trois kilomètres à l'est de Pembroke. Il a poursuivi sa scolarité à l'école de Pembroke, où il a pratiqué l'athlétisme en compétition des écoles du Pays de Galles comme lanceur de disque.
Bien qu'il ait joué depuis l'âge de huit ans au rugby à XV, il prend ce sport au sérieux à l'âge de 15 ans, en commençant au poste de troisième ligne centre avant d'être déplacé en deuxième ligne. Le professeur d'éducation physique de l'école de Pembroke, Neil Truman, le recommande au club du Pembroke RFC, et à l'âge de 18 ans, il est invité à rejoindre l'académie des Scarlets. 
Dominic Day connaît des sélections en équipe du pays de Galles des moins de 20 ans. En 2005, il est retenu pour disputer le championnat du monde des moins de 21 ans disputé en Argentine.   
Il fait ses débuts avec le club de Llanelli RFC le 21 janvier 2006 à l'âge de 20 ans, entrant en jeu comme remplaçant lors de la défaite 19 à 16 à Pontypool RFC. Il fait ses débuts avec la franchise des Scarlets contre les Northampton Saints le 11 août 2006 dans un match amical de préparation de la saison 2006-2007. Il s'impose et joue régulièrement en deuxième ligne pour le club de Llanelli RFC. Dominic Day fait 27 apparitions dans la saison 2006-2007 que Llanelli termine au cinquième rang du Championnat du pays de Galles.
En 2008-2009 et en 2009-2010, Dominic Day joue plus régulièrement avec la franchise des Scarlets. Ainsi à 23 ans, il dispute cinq matchs titulaire au poste de deuxième ligne de la Coupe d'Europe de rugby à XV 2008-2009 contre le Stade français Paris, l'Ulster et les Harlequins.
Il marque son premier essai en Coupe d'Europe lors de la victoire 35 à 18 des Scarlets sur Trévise,. Alors qu'il a disputé 26 matchs avec les Scarlets en Pro12, en Coupe anglo-galloise et en Coupe d'Europe lors de la saison 2011-2012, il rejoint le club anglais de Bath Rugby. Une mesure de limitation de la masse salariale des franchises galloises est entrée en vigueur et oblige la franchise à limiter le nombre de contrats professionnels et la masse salariale.
Pour Sir Ian McGeechan, directeur du rugby de Bath, « il a un bon éventail des qualités nécessaires à un deuxième ligne et à 26 ans, il a le potentiel pour en développer davantage ».
Avec le club anglais, il dispute respectivement 20, 18 puis 24 matchs du championnat d'Angleterre sans compter la Coupe et la Coupe d'Europe, soit 92 rencontres au total en trois années. Le club de Dominic Day est deuxième de la phase régulière du championnat d'Angleterre 2014-2015 et finaliste.   
Dominic Day est retenu dans un groupe élargi de 47 joueurs pour la préparation de la Coupe du monde de rugby à XV 2015, annoncé par Warren Gatland le 1er juin 2015. Il figure dans la liste définitive de 31 joueurs annoncée le 1 septembre.

## Palmarès
- Champion d'Angleterre en 2018 et 2019 avec les Saracens

## Statistiques
Au 18 octobre 2015, Dominic Day compte trois sélections avec le pays de Galles, deux en tant que titulaire. Il obtient sa première sélection le 8 août 2015 à Cardiff contre l'Irlande.
Il participe à une édition de la Coupe du monde, en 2015 où il joue une rencontre, face à l'Uruguay.